# テリトリーMの住人
『テリトリーMの住人』（テリトリーエムのじゅうにん）は、南塔子による日本の漫画作品。『別冊マーガレット』（集英社）2017年2月号から2020年8月号まで連載された。単行本全11巻。
タイトル名は、作中に登場するマンションやお店の名前の頭文字がMであり、そこにいる人達の物語という意味で付けられた。
略称は「テリM」。キャッチコピーは「ここから始まる、ぼくらの青春＆恋」。
『別冊マーガレット』2019年1月号（紙版）に掲載された「テリトリーMの住人」の一部が、下書きのまま掲載された。

## あらすじ
高校1年生の瑛茉は、両親の離婚をきっかけに、母の地元・銀鼠町（ぎんねずちょう）に引っ越してきた。新しい町での生活に馴染めずにいる中、同じマンションで個性的な住人たちと出会い、少しずつ自分の居場所を見つけていく。

## 登場人物
奥西 瑛茉（おくにし えま）
本作の主人公。山吹中央高校1年生。銀鼠町のマンション「ミルフィーユ」602号室にて母と二人暮らし中。天然でマイペースな美少女。知らない人に自分から話しかけるのが苦手。また、料理が大の苦手で、一人で作ると必ず失敗してしまう。大人しく見えて、意外と負けん気が強いところがある。
山吹中央高校に転入直後、女子たちに「他人の彼氏を奪った」と誤解されて噂が広まり、陰湿な嫌がらせを受けるようになってしまう。ある日、嫌がらせを受けているところを目撃した同じクラスの駒井に、腕を引っ張られてその場から連れ出され、助けてもらった。それから駒井と仲良くなり、「こまちゃん」と呼び親しんで行動を共にするようになる。
最初は、新しい学校や家になかなか馴染めず「こんな最悪の場所で暮らすなんて無理」と塞ぎ込んでいたものの、駒井たちと打ち解けたおかげで、今いる場所が自分のテリトリーだと実感でき、毎日楽しく過ごせるようになった。怜久とだけは気が合わず、仲間扱いされていないと思っている。
恋愛経験はまだ無い。中学時代に友達に勧められて一度なんとなく付き合ったことはあるが、楽しい気持ちにならなかったのですぐに別れてしまった。
小学1年生の夏休みの時に、祖母の家に遊びに行く目的で銀鼠町へ来たことがあり、その際に近所の公園で偶然、宏紀と怜久に出会っていた。ところが、再会した宏紀にその話を聞かされるまで、そのことを完全に忘れていた。
宏紀に「おれの彼女になってください！」と告白されるや否や、「ないです」とバッサリ即答した。
優しく接してくれて何かと世話を焼いてくれる郁磨に、大好きだった父親の面影を感じて、だんだん惹かれていく。
誕生日 - 10月3日（天秤座）、血液型 - AB型、身長 - 160センチメートル
駒井 のえる（こまい のえる）
山吹中央高校1年生。マンション「ミルフィーユ」308号室の住人。クールでしっかり者の美少女。可愛さとカッコ良さを兼ね備えていて、男女問わず人気がある。郁磨・怜久・宏紀の3人とは幼馴染みで仲が良く、いつも一緒に行動している。
もとは地味な顔立ちで、小学生の頃「顔と可愛い名前が合わない」と散々からかわれ、いじめられていた。そのせいで、自分の名前が大嫌いになった。友達にはいつも「駒井ちゃん」「こま」など名字で呼ばせている。
負けず嫌いな性格で、「絶対可愛くなってやる！」と奮起し、努力をしてメイクの技術を身に付け、今の可愛い顔になった。瑛茉に嫌われないように、すっぴんの時は会うのを避けていたが、ある時うっかりその顔を見られてしまう。ところが瑛茉は全然気にせずに、今までと変わらない態度で接してくれた。そんな彼女と一緒にいるうちに、忘れられなかった過去の嫌な記憶が徐々に薄れていく。
いじめっ子から庇ってくれた時から怜久のことが好きで、ずっと片想いをしている。でも、関係を崩すのが怖くて、気持ちを打ち明けられずにいる。それに、怜久が自分のことをどう思っているのかハッキリわからず悩んでいる。
郁磨に対して恋愛感情は無く、弟のような存在だと思っている。郁磨が自分に好意を寄せていることには、全く気付いていない。
誕生日 - 9月22日（乙女座）、血液型 - A型、身長 - 154センチメートル
櫛谷 郁磨（くしたに いくま）
山吹中央高校1年生。マンション「ミルフィーユ」612号室の住人。面倒見がよく世話好きで優しい性格。視力が低いせいで目つきが悪く、怖い人だと誤解されがち。犬好きで、トイプードルの「モコ」を飼っている。家では普段、忙しい親に代わって家事や料理、モコの散歩などを進んで行っている。長男で、弟の駿典がいる。
勉強は得意でも、体力がないため運動はかなり苦手。歩くのも遅い。ある日、学校で体育の時間にサッカーの試合があり、上手くボールを蹴れなかったり転んだりとさんざん格好悪い姿を披露してしまい、クラスの女子から「残念イケメン」と称された。
天体観測が趣味。流星群を見るのが特に好き。星の話になると興奮し、目を輝かせて、少年のように無邪気な顔をする。
幼稚園児の頃は甘えん坊で泣き虫で、しっかり者の駒井を姉のように慕い、いつも後をついて回っていた。その頃から駒井が大好きで、今でも一途に思い続けている。駒井が怜久を好きだと気付いてからは、彼女に振り向いてもらうために「頼られる側にならなきゃ」と決意し、自分を磨く努力をしてきた。駒井自身の恋を叶えて欲しくもあるため、自分の気持ちは一切打ち明けずに見守っている。
誕生日 - 11月11日（さそり座）、血液型 - O型、身長 - 178センチメートル
穂積 怜久（ほづみ りく）
山吹中央高校1年生。マンション「ミルフィーユ」806号室の住人。小学1年生の時にこのマンションへ引っ越してきた。マイペースでツンデレな性格。甘い食べ物が大好き。何故かすぐに眠くなる体質で、どこでも寝てしまう。同級生の女子の前ではいつもニコニコして愛想よく振る舞っているが、気に入らない人間に対しては毒舌を吐きまくり、攻撃的になる。実は仲間思い。
子供っぽい面があり、よそ者の瑛茉に冷たく意地悪な態度で接するので、駒井や郁磨から「仕方ないな」という眼差しで見られることもしばしば。瑛茉が仲間に加わることで自分の居場所が無くなってしまうのではないか、と内心恐れている。瑛茉には、自分勝手でワガママの塊だと思われている。
恋愛に興味は無く、女子から告白されると誰でも構わず適当に付き合い始めるが、本気で人を好きになることが無いので、毎回長続きしない。
駒井が自分に好意を寄せていることには前から気付いているが、親友の郁磨が駒井を好きであることを密かに知っており、その恋が叶うように、駒井と今以上に親しくなるのを避けている。瑛茉の郁磨への恋心にすぐ勘付いて、「くっしーに迷惑かけんなよな」とけん制して邪魔をし始める。
誕生日 - 12月24日（やぎ座）、血液型 - AB型、身長 - 172センチメートル
皆本 宏紀（みなもと ひろき）
銀鼠中学3年生。14歳。マンション「ミルフィーユ」1005号室の住人。高身長でイケメン。スポーツ全般得意で、バスケ部に所属し活躍している。素直で明るく、人懐っこい性格。初対面の人に対しても気さくに話しかけたりする。
幼少期に瑛茉と一度、銀鼠町の公園で偶然出会っていた。当時、一人ぼっちだった自分に話しかけてくれた瑛茉にすごく救われた気持ちになり、一目惚れをしてしまう。それから彼女のことが忘れられず、ずっと捜し続けていた。
瑛茉と再会を果たした後、親しくなるにつれて、恋愛感情が芽生えたのを自覚。毎朝、家へ押しかけたり、何かと理由をつけて付きまといながら猛アタックをするも、瑛茉には煙たがられて完全にスルーされている。ポジティブな思考の持ち主で、何度振られても全然めげずに笑い飛ばしている。
女子から人気があり度々告白されるが、瑛茉のことを本気で想っているので、まだ誰とも付き合ったことは無い。どうしても瑛茉と同じ高校へ進学したくて、苦手な勉強を毎日頑張っている。
仲間の心の機微に敏感で、郁磨が駒井を好きだということにも既に気付いている。
誕生日 - 6月25日（かに座）、血液型 - A型、身長 - 180センチメートル
河田 貴文（かわた たかふみ）
郁磨の叔父で、喫茶店「マ・メゾン」のマスター。33歳。アフロヘアーが特徴。自作の変なロゴの入ったTシャツをいつも着ている。皆からは「タカさん」の愛称で呼ばれ、親しまれている。現在彼女あり。
誕生日 - 2月15日（水瓶座）、血液型 - O型
奥西 小枝子（おくにし さえこ）
瑛茉の母親。看護師として病院に勤務する。夫・中野裕二郎の不倫が原因で離婚し、実家のある舛花市銀鼠町に瑛茉とともに引っ越してきた。ドジな性格で、しょっちゅう忘れ物や寝坊をしたりする。娘と同じく料理が苦手。郁磨の母・美月とは中学時代からの友達である。
国枝（くにえだ）
山吹中央高校に通う女子生徒。黒髪でメガネをかけた地味な外見。高校進学後、マンション「ミルフィーユ」に引っ越してきた。2年生になって瑛茉たち4人と同じクラスになり、初対面する。自分から学級委員長に立候補し、日々真面目に任務をこなしている。同じマンションの住人に対しては、礼儀正しく敬語で話す。子供の頃、大きな犬に追いかけられたトラウマがあり、犬が苦手である。

## 書誌情報
- 南塔子 『テリトリーMの住人』 集英社 〈マーガレットコミックス〉、全11巻
  1. 2017年05月25日発売[6][7]、『別冊マーガレット』2017年2月号[1] - 5月号、ISBN 978-4-08-845764-2
  2. 2017年08月25日発売[8][9]、『別冊マーガレット』2017年6月号 - 8月号、ISBN 978-4-08-845807-6
    - レイニーガール[10]（『別冊マーガレットsister』2017年1月増刊号 冬フェスVOL.1）
    - 飼い主くっしーと猫[11]（描きおろし）

  3. 2017年12月25日発売[12]、『別冊マーガレット』2017年9月号 - 12月号、ISBN 978-4-08-845871-7
    - テリトリーMの住人 in 童話の国（『別冊マーガレット』2017年8月号別冊ふろく『BETSUMA SPIN-OFF』）
    - 番外編 追加ラクガキ（描きおろし）

  4. 2018年04月25日発売[13]、『別冊マーガレット』2018年1月号 - 4月号、ISBN 978-4-08-844027-9
  5. 2018年08月24日発売[14]、『別冊マーガレット』2018年5月号 - 8月号、ISBN 978-4-08-844087-3
  6. 2018年12月25日発売[15]、『別冊マーガレット』2018年9月号 - 12月号、ISBN 978-4-08-844139-9
  7. 2019年04月25日発売[16]、『別冊マーガレット』2019年1月号[4] - 4月号、ISBN 978-4-08-844192-4
    - 飼い主とえまにゃのだるまさんがころんだ（描きおろし）
    - 飼い主とひろにゃのだるまさんがころんだ（描きおろし）
    - 銀鼠町に行ってみよう!（『別冊マーガレット』2019年1月号）

  8. 2019年08月23日発売[17]、『別冊マーガレット』2019年5月号 - 8月号、ISBN 978-4-08-844233-4
    - 修学旅行前の飼い主とこまにゃ（描きおろし）
    - 修学旅行前の飼い主とりくにゃ（描きおろし）

  9. 2019年12月25日発売[18]、『別冊マーガレット』2019年9月号 - 12月号、ISBN 978-4-08-844279-2
  10. 2020年04月24日発売[19]、『別冊マーガレット』2020年1月号 - 4月号、ISBN 978-4-08-844329-4
  11. 2020年08月25日発売[20]、『別冊マーガレット』2020年5月号 - 8月号[2]、ISBN 978-4-08-844369-0
    - 裏話的な（描きおろし）